# متغیرهای وابسته و مستقل
متغیرهایی که در آزمایش‌ها یا مدل‌سازی‌ها استفاده می‌شوند، می‌توانند به سه نوع تقسیم شوند. متغیر وابسته، متغیر مستقل، و سایر متغیرها. متغیر وابسته یا متغیر پاسخ، یا چیزی آزمون شده را نشان می‌دهد برای بررسی اینکه آیا آن، واقعاً نتیجه است. متغیرهای مستقل یا متغیر تبیینی ورودی‌ها یا علّت‌ها، یا چیزهای آزمون شده را نشان می‌دهد، برای بررسی اینکه آیا واقعاً آن‌ها علّت هستند. متغیرهای دیگر هم ممکن است بر حسب دلایل متنوعی مشاهده بشوند.

## کاربرد

### حساب دیفرانسیل و انتگرال
در حساب دیفرانسیل و انتگرال یک تابع، نگاشتی است که بر متغیرها عمل می‌کند .x و yرا به عنوان دو متغیر در نظر بگیرید. یک تابع f ممکن است x را به تعدادی عبارت در Y بنگارد. معیّن کردن {\displaystyle y=f(x)} رابطه‌ای را میان x و y به دست می‌دهد. اگر تعدادی رابطه وجود داشته باشد که y را بر حسب x مشخص کند، آنگاه y به عنوان یک متغیر وابسته شناخته می‌شود. (و x یک متغیر مستقل است).

### آمار
در یک آزمایش آماری، متغیر وابسته رویداد مورد مطالعه و مورد انتظار برای تغییر است، زمانی که متغیر مستقل تغییر کرده باشد.

#### داده کاوی
در ابزارهای داده کاوی، (برای آمار چند متغیره و یادگیری ماشینی) متغیر وابسته در نقشی به عنوان متغیر هدف اختصاص یافته (یا در بعضی ابزارها به عنوان ویژگی نامگذاری (label attribute))؛ در حالی که یک متغیر وابسته می‌تواند نقش یک متغیر منظّم (regular variable) را داشته باشد. مقادیر شناخته شده برای متغیر هدف برای مجموعه training data و مجموعه داده آزمایشی (Test data)ارائه شده‌است، اما باید برای برای داده‌های دیگر پیش‌بینی شده باشد. دادهٔ هدف در الگوریتم‌های یادگیری با نظارت (supervised learning) به کار می‌روند، امّا در یادگیری بدون نظارت (خودران) به کار نمی‌روند.

### مدل‌سازی
در مدل‌سازی ریاضی، متغیر وابسته، برای بررسی کمی و کیفی تغییرات آن به هنگام تغییرات متغیرهای مستقل مطالعه می‌شود. به عنوان نمونه، در مدل خطی تصادفی ‎{\displaystyle y_{i}=a+bx_{i}+e_{i}\ }، عبارت {\displaystyle y_{i}}،‏ iامین مقدار از متغیر وابسته است و عبارت {\displaystyle x_{i}}،‏ iامین مقدار از متغیر مستقل است. عبارت {\displaystyle e_{i}} به عنوان خطا شناخته می‌شود و شامل تغییراتی از متغیر وابسته است، که به وسیلهٔ متغیر مستقل توضیح داده نمی‌شود. با متغیرهای مستقل چندگانه، عبارت به این صورت است: {\displaystyle y_{i}=a+bx_{1}+bx_{2}+...+bx_{n}+e_{i}\ }، که در آن n تعداد متغیرهای مستقل است.

### شبیه‌سازی
در شبیه‌سازی، متغیر وابسته در واکنش به تغییرات متغیر مستقل تغییر می‌یابد.

## مترادف‌های آماری

### متغیر مستقل
یک متغیر مستقل همچنین به عنوان یک "متغیر پیشگو (predictor variable)" یا "regressor" یا "متغیر تحت کنترل" یا "manipulated variable" یا "متغیر توصیفی (explanatory variable)" یا "exposure variable" (ببینید نظریه قابل اطمینان) یا "risk factor"(ببینید آمار پزشکی) یا "Feature " (یادگیری ماشینی و بازشناخت الگو) یا یک "input variable" شناخته می‌شود.
"متغیر توصیفی" (Explanatory variable) را، بعضی نویسندگان، بر "متغیر مستقل" ترجیح داده‌اند، درحالی که کمیت‌هایی که به عنوان "کمیت مستقل" تلقی شده‌اند ممکن است از لحاظ آماری مستقل نباشند.
متغیرهای مستقل، ممکن است از این انواع باشند: متغیرهای پیوسته، دو حالتی/دو ارزشی (binary/dichotomous)، متغیرهای صوری مطلق (nominal categorical variables) و متغیرهای ترتیبی مطلق.

### متغیر وابسته
یک متغیر وابسته همچنین به عنوان یک "response variable", "regressand", "measured variable", "responding variable", "explained variable", outcome variable", "experimental variable"، و "output variable" شناخته می‌شود.
اگر متغیر مستقل به عنوان یک «متغیر توصیفی» (explanatory variable) ارجاع داده شده باشد، (بالا را بنگرید)، عبارت «متغیر پاسخ»(response variable) توسط عده‌ای از نویسندگان برای متغیر وابسته ترجیح داده می‌شود.

## متغیرهای دیگر
یک متغیر، ممکن است برای تغییر در متغیرهای وابسته یا مستقل در نظر گرفته شود، اما در واقع تمرکز آزمایش بر روی آن نباشد؛ بنابراین آن متغیر یا ثابت نگه داشته می‌شود یا سعی می‌شود تا تاًثیر آن بر آزمایش به حداقل رسانده شود. چنین متغیرهایی ممکن است "controlled variable" یا "controlled variable" یا "extraneous variable" خوانده شوند.
اگر متغیرهای Extraneous، به عنوان متغیر مستقل، مشمول یک رگرسیون (regression) باشند، ممکن است با برآورد دقیق پارامتر پاسخ، پیش‌بینی(prediction)، و نیکویی برازش (goodness of fit)، به محقق کمک کنند، بدون توجه ذاتی به فرضیه ی تحت آزمایش. برای مثال، در یک مطالعه آزمایشی، برای تأثیر تحصیلات دانشگاهی بر درآمدهای دوران زندگی، تعدادی از متغیرهای تصادفی می‌تواند جنسیت، قومیت، طبقهٔ اجتماعی، ژنتیک، هوش، سن، و غیره باشد.
یک متغیر، extraneous است، تنها زمانی که به‌طور مفروض (یا طوری‌که نشان داده شده باشد) بتواند بر متغیر وابسته تأثیر بگذارد. اگر مشمول رگرسیون (regression) باشد، می‌تواند تناسب مدل را بهبود بخشد. اگر مشمول رگرسیون نباشد، و یک کوواریانس (covariance) غیر صفر به همراه یک یا چند متغیر مستقل دلخواه داشته باشد حذف آن، نتیجه رگرسیون را برای تأثیر آن متغیر مستقل دلخواه، سوگیری(bias)خواهد کرد.
این اثر اختلاط (confounding) یا سوگیری متغیرهای حذف شده(omitted variable bias)نامیده می‌شود؛ در این موارد، تغییر طراحی و/یا کنترل آماری فرایندها (statistical control) لازم است.
متغیرهای Extraneous معمولاً به سه نوع طبقه‌بندی می‌شوند:
1. Subject variables، شامل ویژگی‌هایی از افراد مورد مطالعه است که ممکن است بر عمل‌هایشان اثر بگذارد. این متغیرها شامل زمان، جنسیت، سلامت، موقعیت، حالت، پیش زمینه، و غیره می‌شود.
2. متغیرهای آزمایشی(Experimental variables) شامل ویژگی‌هایی از افراد تحت آزمایش است که ممکن است بر چگونگی رفتار یک فرد تأثیر بگذارد. جنسیت، وجود تبعیض نژادی، زبان، یا عوامل دیگر.
3. متغیرهای موقعیتی(Situational variables) شامل مشخصات محیطی هستند که مطالعه یا تحقیق در آن انجام شده‌است؛ و آن ویژگی‌ها در نتیجهٔ آزمایش تأثیر منفی دارد. مثل دمای هوا، سطح فعالیت، روشنایی، و زمان.

در شبه تجربی (quasi-experiments)، تفاوت‌گذاری میان متغیر وابسته و سایر متغیرها ممکن است در مقایسه با تفاوت‌گذاری میان متغیرهایی که می‌توانند به وسیلهٔ محقق تغییر کنند یا آن‌ها که نمی‌توانند، کم‌اهمیت جلوه کنند. متغیرها در شبه تجربی (quasi-experiments)، ممکن است به عنوان متغیر extraneous، متغیرهای موضوعی (subject variables)، متغیرهای آزمایشی (experimental variables)، متغیرهای وضعیتی (situational variables)، متغیرهای شبه مستقل (pseudo-independent variables)، متغیرهای پس-رویدادی (pseudo-independent variables)، متغیرهای گروهی طبیعی (natural group variables)، یا متغیرهای دستکاری نشده(non-manipulated variables) رجوع داده شده باشند.
در مدل‌سازی، تغییرپذیری پوشش داده نشده به وسیلهٔ متغیر توضیحی به وسیلهٔ {\displaystyle e_{i}} طراحی شده؛ و به عناوین «باقیمانده»(residual)، اثر جانبی(side effect)، خطا(error)، اشتراک‌گذاری غیرقابل توضیح(unexplained share)، متغیر باقیمانده(residual variable)، یا تلورانس(tolerance)شناخته شده.

## مثال‌ها
- تأثیرات ویتامین C بر طول عمر در یک مطالعه برای بررسی این‌که آیا مصرف یک حب قرص ویتامین C در هر روز، طول عمر افراد را زیاد می‌کند، یا خیر؛ محققان طی مدتی، برای گروهی از مردم ویتامین C تجویز می‌کنند. یک قسمت از آن گروه هر روز قرص واقعی ویتامین C را دریافت می‌کنند؛ و قسمت باقی‌مانده از اعضای گروه قرصی بی‌اثر و نمایشی را. هیچ‌کدام از اعضای گروه نمی‌داند که جزو کدام دسته است. محققان میزان طول عمر را در هر دو گروه بررسی می‌کنند. اینجا، متغیّر وابسته طول عمر است و متغیّر مستقل یک متغیّر دو وضعیتی (binary) برای استفاده، یا عدم استفاده از ویتامین C.
- تأثیر کوددهی بر رشد گیاه در یک مطالعه برای اندازه‌گیری تفاوت مقدار کوددهی، بر رشد گیاه، متغیّر مستقل می‌تواند مقدار کود استفاده شده باشد. متغیّر وابسته می‌تواند رشد، در ارتفاع یا جرم گیاه باشد. متغیّرهای تحت کنترل می‌توانند نوع گیاه، نوع کود، میزان نور دریافتی گیاه، اندازه خاک، و غیره باشد.

- تأثیر دوز دارو بر شدت علایم بیماری در یک مطالعهٔ تأثیر تفاوت میزان مصرف دارو بر شدت علایم بیماری، یک محقق میزان، و شدت علایم بیماری وقتی تفاوت دوزها زیر نظر است را تحت نظر می‌گیرد. اینجا متغیّر مستقل دوز، و متغیر وابسته میزان/شدت علایم بیماری است.
- تأثیر دما بر میزان رنگی شدن در اندازه‌گیری میزان رنگ چغندرهای نمونه در دماهای متفاوت، دما، متغیّر مستقل و مقدار رنگ، متغیّر وابسته است.

- تأثیر تحصیلات بر ثروت در جامعه‌شناسی، در محاسبهٔ تأثیر تحصیلات بر درآمد یا ثروت، متغیّر وابسته سطح درآمد/ثروت و متغیّر مستقل سطح تحصیلات فردی است.